# Omoni Oboli
Omoni Oboli, née le 22 avril 1978 à Benin City au Nigeria, est une actrice et productrice de cinéma nigériane. En 2010, elle gagne le prix de la meilleure actrice dans un film narratif au Los Angeles Movie Awards ainsi que le prix de la meilleure actrice au Harlem International Film Festival (en). En 2011, elle est nommée à l'Africa Movie Academy Award de la meilleure actrice. En 2014, elle gagne le prix actrice de l'année sur grand écran aux ELOY Awards, pour son film Being Mrs Elliot (en).

## Filmographie
La filmographie de Omoni Oboli, comprend 15 films dont : 
| Année | Film                     | Rôle            | Notes |
| ----- | ------------------------ | --------------- | ----- |
| 2009  | Entanglement             |                 |       |
| 2009  | Araromire                | Mona            |       |
| 2010  | Bent Arrows              | Lola            |       |
| 2010  | Anchor Baby              | Joyce Unanga    |       |
| 2012  | Feathered Dreams         | Sade            |       |
| 2014  | Brother's Keeper (en)    | Mena            |       |
| 2014  | Render to Caesar (en)    | Alero           |       |
| 2014  | Being Mrs Elliot (en)    |                 |       |
| 2015  | Lunch Time Heroes (en)   | Governor's wife |       |
| 2015  | The Duplex (en)          | Adaku           |       |
| 2015  | As Crazy as it Gets (en) | Katherine       |       |
| 2015  | Fifty (en)               | Maria           |       |
| 2016  | Wives on Strike          |                 |       |

## Source de la traduction
- (en) Cet article est partiellement ou en totalité issu de l’article de Wikipédia en anglais intitulé « Omoni Oboli » (voir la liste des auteurs).